# Urugi
Urugi (jap. 売木村 Urugi-mura) – wieś w Japonii, na wyspie Honsiu, w prefekturze Nagano. Według danych na rok 2020 miejscowość zamieszkiwało 548 mieszkańców , a gęstość zaludnienia wyniosła 12,6 os./km².